# Florence Maude Ewart
Florence Maude Ewart (16 novembre 1864, - 8 novembre 1949,) est une violoniste, professeur de musique et compositrice anglaise qui a vécu et travaillé en Australie.

## Biographie
Florence Donaldson est née à Kentish Town, à Londres,,, fille du comptable Frederick William Donaldson et de son épouse Elizabeth Lewis. Ewart étudie le violon avec John Carrodus et fait ses débuts de violoniste à l'âge de 14 ans au Royal Albert Hall à Londres. Elle remporte à treize ans une bourse Birmingham et rentre à la South Kensington National Training School (Royal College of Music) où elle étudie avec Arthur Sullivan et poursuit ses études à Leipzig à la Hochschule für Musik avec Adolph Brodsky et à Berlin avec Joseph Joachim. Après avoir terminé ses études, elle travaille à Birmingham comme chef d'orchestre, violoniste et professeur de musique. En décembre 1898, elle épouse Alfred James Ewart, qu'elle avait rencontré à Leipzig, à l'église paroissiale Saint-Paul d'Oxford. Le couple s'installe à Birmingham ; ils eurent deux fils nées en 1900 et 1902.
En 1906, la famille Ewart déménage à Melbourne,, en Australie, à la suite de la nomination d'Alfred comme premier professeur de botannique à l'université de Melbourne. Une maladie rhumatismale met fin à la carrière de violoniste de Florence. En 1907, elle est co-chef d'orchestre lors de la première Australian Women's Work Exhibition et remporte le premier prix pour sa composition God Guide Australia, un hymne sur un texte d'Annie Rattray Rentoul,.
Ewart a voyagé à l'étranger et en 1920-21 a visité l'Italie et Paris. Elle y a été influencé par la musique de Debussy.
Elle demande une séparation d'avec son mari et étudie intensivement la composition en Europe de 1924 à 1928 avec le compositeur Ottorino Respighi,. Son mari demande ensuite le divorce, accordé en décembre 1929. Ewart élargit son travail de compositrice, produisant six opéras et un certain nombre de chansons et d'œuvres instrumentales. Sa musique a été jouée par la Musical Society of Victoria et au Melbourne University Conservatorium.
Ewart meurt chez elle en 1949 à South Yarra, Melbourne.

## Œuvres
Ses œuvres sont archivées au Grainger Museum (en) de l'Université de Melbourne.
- Ekkart, opéra (1926)
- The Courtship of Miles Standish, opéra (1931)
- Mateo Falcone, opéra
- Nala's Wedding, opéra, sous le pseudonyme de Sonia Aldon[3]
- A Game of Chess, opéra
- Pepita's Miracle, opéra (1945) [1]